# Hans Collani
Hans Collani (* 13. Dezember 1908 in Stettin; † 29. Juli 1944 bei Narva) war ein deutscher SS-Führer, zuletzt im Rang eines SS-Standartenführers der Waffen-SS.

## Leben
Hans Collani wurde als Sohn eines Karriereoffiziers geboren, der zuletzt den Rang eines Infanterie-Obersts bekleidete. Sein Bruder fiel 1943 als Oberst der Luftwaffe in Frankreich. Er erlernte den Beruf eines Reedereikaufmanns, fuhr in den Jahren 1931/1932 zur See und kam unter anderem bis nach Leningrad und Murmansk.
Zum 1. Juni 1930 trat er in die NSDAP ein (Mitgliedsnummer 261.271), dann in die SA und schließlich in die Waffen-SS (SS-Nummer 6.909). Dort wurde er am 24. November zum Truppführer befördert und war als Sturmbannadjutant in der 50. Standarte eingesetzt, bevor er am 17. März 1933 zur 1. Kompanie der Leibstandarte SS Adolf Hitler versetzt wurde. Dort wurde er am 1. Oktober zum Hauptsturmführer befördert.
Am 30. Juni und 1. Juli 1934 wirkte Collani als Kommandeur von Erschießungspelotons an den Exekutionen von SA-Führern auf dem Gelände der Kaserne der Leibstandarte SS Adolf Hitler in Berlin-Lichterfelde (ehemalige preußische Kadettenanstalt) im Zuge der gewaltsamen Entmachtung der SA (Röhm-Putsch) mit. So befehligte er u. a. das Kommando, das den Berliner SA-Chef Karl Ernst füsilierte. Von Februar 1935 bis November 1939 war Collani Adjutant von Sepp Dietrich.
Während des Krieges wurde Collani in Polen und Frankreich eingesetzt. Am 20. März 1942 erfolgte seine Beförderung zum Sturmbannführer. Er wurde am 8. Februar 1943 zum Kommandeur des Finnischen Freiwilligen-Bataillons der Waffen-SS (SS-Division Wiking) ernannt, wo er bis zu dessen Auflösung am 10. Juli blieb. In diese Zeit fällt auch seine Beförderung zum SS-Obersturmbannführer am 20. April. Divisionskommandeur Felix Steiner beurteilte Collani als vom psychologischen Standpunkt wenig erfolgreich, glaubte das Finnische Freiwilligenbataillon bei ihm aber in guten Händen, auch wenn er lieber einen Stabsoffizier der Division als Kommandeur gesehen hätte. Die finnischen Freiwilligen schätzten Collani als distanziert und mit wenig Verständnis für die finnische Seele ein. An der Front war er 1942 für seine Vorliebe für Alkohol und gutes Essen bekannt. Dass das Bataillon von deutschen Offizieren befehligt wurde, obwohl es ausschließlich als Einheit für finnische Freiwillige aufgestellt worden war, verletzte die Vereinbarungen und führte zusammen mit anderen Missständen beinahe zum Zusammenbruch der gesamten finnischen Freiwilligenbewegung.
Hans Collani wurde Kommandeur des 49. SS-Freiwilligen Panzergrenadier-Regimentes „de Ruyter“ (Division Nederland), das er bis zu seinem Tod befehligte. Er fiel an der Ostfront in der Schlacht um den Brückenkopf von Narva (Februar bis Juli 1944). Nach ungesicherten Aussagen aus Landwehr-Kreisen soll er verwundet gewesen sein und sich das Leben genommen haben, als sein Kommando-Posten von den russischen Gegnern überrannt zu werden drohte. Letztere sollen gestoppt worden sein, bevor es dazu kommen konnte. Postum wurde er zum SS-Standartenführer befördert. Er wurde neben Fritz von Scholz im Dom zu Tallinn bestattet.

## Auszeichnungen
- SS-Totenkopfring
- Ehrendegen des Reichsführers SS
- Eisernes Kreuz (1939) II. und I. Klasse
- Infanterie-Sturmabzeichen
- Medaille Winterschlacht im Osten 1941/42
- Deutsches Kreuz in Gold am 24. April 1944[5]
- Ritterkreuz des Eisernen Kreuzes am 19. August 1944 (posthum)[5]